# Schloss Einödberg

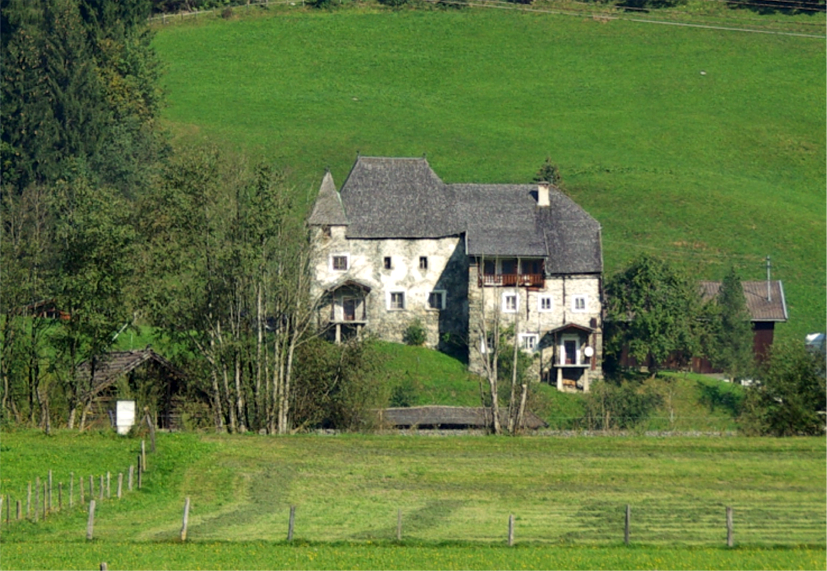
Schloss Einödberg in Mittersill

Das Schloss Einödberg (auch Ainödberg genannt) liegt im Ortsteil Spielbichl der Stadt Mittersill im Oberpinzgau im Bezirk Zell am See des Landes Salzburg (Einödbergweg 21). Der Ansitz befindet sich in der Nähe des mittelalterlichen Verkehrsweges am orographisch linken Salzachufer.

## Geschichte
Erstmals werden aus dem Geschlecht der Ainoder zwischen 1150 und 1230 Dietmar, Wolfram und Albero genannt. Es ist aber nicht sicher, ob diese Pinzgauer Familie auch hier zu lokalisieren ist. 1427 erhält Hans Hunt von Dorf das Lehen Einödberg von Erzbischof Eberhard zugeteilt. Dessen Besitzungen werden nach seinem Tod aufgeteilt, wobei sein Sohn Wolfgang aus zweiter Ehe Einödberg und Dorfheim erhält. Dessen Sohn Peter († 1534) nennt sich erstmals von Einödberg und Dorfheim. Dieser Peter Hunt dürfte den ursprünglichen mittelalterlichen Wohnturm nach Westen erweitert und mit vier Ecktürmchen versehen haben. Peter Hunt wurde 1530 durch Kaiser Karl V. zum Ritter geschlagen. Nach ihm kommen seine minderjährigen Kinder, die unter der Lehensherrschaft von Wilhelm Graf von Schernberg stehen. Von den Kindern kommt der jüngere Karl Hunt 1590 in den Besitz von Einödberg. Da er aber 1630 kinderlos verstirbt, erben seine beiden Nichten den Ansitz. Von diesen ist Helena Margarethe Hunt mit Wolf Dietrich von Welsperg, Pfleger zu Mauterndorf, verehelicht. Diese verkauft den Besitz an Abraham Welser zu Labenbach.
Die Welser werden 1593 in den Adelsstand erhoben (Welser von Wagrain). Auf den Abraham folgt 1635 sein Sohn Adam, dem es 1644 auch gelingt, die ursprünglich zu dem Schloss gehörenden Güter wieder zu erwerben. Dieser Welser nennt sich fortan von Einödberg. Auf ihn folgen seine beiden Söhne Johann Franz und Johann Karl. Nach einem Vergleich wird Johann Franz Welser von Einödberg ab 1659 alleiniger Besitzer. Ihm folgt 1725 sein Sohn Johann Melchior Welser von und zu Einödberg, salzburgischer Truchsess, nach. 1729 erhalten dessen drei Kinder die Herrschaft und wollen diese an den Salzburger Erzbischof verkaufen. Dieser lehnt jedoch ab. 1734 gelangt der Besitz durch Kauf an den Pfleger von Windisch-Matrei, Wolf Adam Lasser von Zollheim. Dieser übergibt ihn 1771 seinem Sohn Wolf Adam Ignaz Lasser. Der wieder verkauft die Schlösser Einödberg, Grub und Ramseiden an Johann Jakob Waltenhofen, Pfleger zu St. Johann im Pongau. Dessen Erben verkaufen Einödberg an den Bauer Vital Mayr.
Danach setzt ein rascher Besitzerwechsel ein, zu nennen sind: Josef Stachl (1796), seine beiden Töchter (1837), dann die Tochter Martha alleine, verheiratet mit Franz Lackner (1838), Marie Lackner (1858), durch Kauf an Nikolaus Mayrhofer (1868), Johann und Margarete Trauner (1871), Jakob Trauner (1882), Maria Harlander (1883), Johann Gasteiger (1887), Johann und Maria Huber (1896), Leonhard Freisinger (1897), Georg Schwabl und Josef Hutter je zur Hälfte (1902), Lorenz Hutter (1903), Johann Grießer (1914), Karl Pühringer (1919), wieder Johann Grießer (1920), dann seine Tochter Anna, verheiratete Innerhofer. Diese Familie besitzt auch heute noch das Schloss Einödberg.

## Schloss Einödberg heute
In dem Schloss steckt im Westen ein mittelalterlicher Wohnturm aus dem 13. Jahrhundert, der vermutlich ähnlich ausgesehen hat wie der Felberturm oder der Weyerturm. Mitte des 16. Jahrhunderts wurde der Turm durch einen Anbau erweitert und durch kleine quadratische Türmchen an den Gebäudeecken in einen gotischen Ansitz umgewandelt. Bei einem Zubau eines breiteren Traktes im Osten des Gebäudes Ende des 16. Jahrhunderts wurden die beiden sich hier befindlichen Türmchen entfernt. Die zwei übrig gebliebenen sind mit Pyramidendächern eingedeckt, die das Hauptgebäude nur wenig überragen. Das anschließende Bauernhaus ist dreigeschoßig; es besitzt an seiner Ostfront ein segmentbogiges Portal mit einem abgekappten Giebel.
In den letzten Jahren wurde versucht, aus dem zu einem Bauernhaus gewordenen Schloss einen Pensionsbetrieb zu machen. Dies hatte eine Änderung der Fenstergrößen und der Innenraumaufteilung zur Folge. Auch der früher vorhandene Ziehbrunnen mit großem Holzrad musste dabei entfernt werden und wurde 1969 zugeschüttet. Im Inneren des Gebäudes sind noch einige einfache Kassettendecken aus dem 16. und 17. Jahrhundert erhalten.